# Gratuitous Space Battles
Gratuitous Space Battles est un jeu vidéo indépendant développé par Positech Games et distribué sur Steam. Il est sorti en 2009 sur PC (Windows). Il permet de simuler des batailles spatiales à partir de combinaisons initiales déterminées par le joueur. Il possède un mode multijoueur permettant aux joueurs d'opposer deux armées dont ils définissent la composition avant la bataille automatique.
Demander de planifier des batailles en pré-positionnant des unités, les développeurs du jeu le considère comme un tower defense.